# 巴格肖冰川
64°56′S 62°35′W / 64.933°S 62.583°W
巴格肖冰川是南極洲的冰川，位於葛拉漢地的丹科海岸，流經西奧多山東北坡，最終注入安沃爾灣的萊斯特灣，現時由南極條約體系管理。